# Eudice Chong
Eudice Chong (Chinees: 張瑋桓) (New York, 22 april 1996) is een tennisspeelster uit Hongkong, geboren in de Verenigde Staten van Amerika. Chong is actief in het internationale tennis sinds 2011.

## Loopbaan
Chong speelde tussen 2012 en 2024 voor Hongkong op de Fed Cup 36 partijen, waarvan zij er 25 won.
In 2016 had Chong haar eerste WTA-optreden op het WTA-toernooi van Hongkong 2016, in een dubbelspelpartij met Katherine Ip.
In augustus 2022 kwam zij binnen op de mondiale top 150 van het dubbelspel.
In september 2024 speelde Chong haar eerste WTA-finale op het dubbelspeltoernooi van Hua Hin, samen met de Japanse Moyuka Uchijima – zij verloren van Anna Danilina en Irina Chromatsjova.

## Persoonlijk
In 2014 verhuisde Chong tijdelijk naar Connecticut om te studeren aan de Wesleyan University, waar zij tot 2018 voor the Cardinals tennis speelde. Zij studeerde af in psychologie, met als bijvak Aziatische studies.

## Posities op deWTA-ranglijst
Positie per einde seizoen:
| jaar | rang enkelspel | rang dubbelspel |
| ---- | -------------- | --------------- |
| 2014 | 1127           | 1087            |
| 2015 | 1229           | 877             |
| 2016 | 749            | 864             |
| 2017 | 750            | 1030            |
| 2018 | 559            | 500             |
| 2019 | 456            | 183             |
| 2020 | 384            | 170             |
| 2021 | 545            | 260             |
| 2022 | 223            | 135             |
| 2023 | 252            | 170             |
| 2024 | 397            | 145             |

## Palmares
| Legenda                 |
| ----------------------- |
| Grandslamtoernooi       |
| Olympische Spelen       |
| Year-End Championships  |
| Premier Mandatory       |
| Premier Five / WTA 1000 |
| Premier / WTA 500       |
| International / WTA 250 |
| Challenger / WTA 125    |

### WTA-finaleplaatsen enkelspel
geen

### WTA-finaleplaatsen vrouwendubbelspel
| nr.              | finale     | toernooi    | ondergrond | partner         | tegenstandsters                  | score    |         |
| ---------------- | ---------- | ----------- | ---------- | --------------- | -------------------------------- | -------- | ------- |
| gewonnen finales |            |             |            |                 |                                  |          |         |
| geen             |            |             |            |                 |                                  |          |         |
| verloren finales |            |             |            |                 |                                  |          |         |
| 1.               | 2024-09-22 | WTA Hua Hin | hardcourt  | Moyuka Uchijima | Anna Danilina Irina Chromatsjova | 4-6, 5-7 | details |